# Adecor
El club ADECOR (Agrupación Deportiva Cordobesa) de Córdoba, España. Se fundó en 1987 con la idea de promocionar el deporte base entre los jóvenes cordobeses. Tiene delegadas por parte del Ayuntamiento la gestión de las salas de barrio del Guadalquivir y de Valdeolleros (donde juega como local la sección de voleibol). El trabajo realizado le llevó en pocos años a contar con equipos de élite en las dos secciones deportivas con las que trabaja:
- El equipo de voleibol femenino Inversa 3000 - Adecor consiguió el ascenso a la División de Honor, Superliga Femenina, el 23 de abril de 2005. Jugaba como local en la sala de Valdeolleros.

- El equipo de fútbol sala masculino Grupo Pinar, en la segunda división b. Aunque siempre jugó en la sala de Valdeolleros sus partidos como local, en 2005, debido a la nueva normativa, tuvo que trasladarse al Palacio de Deportes de Vistalegre.

En junio de 2006 el club anuncia su decisión de renunciar a competir con sus dos equipos en máxima categoría de voleibol y fútbol sala alegando problemas en la gestión de las subvenciones recibidas de las instituciones públicas, en particular del ayuntamiento de Córdoba. Tras diversas negociaciones de última hora, el 19 de junio se conoce el traspaso de la plaza de Superliga Femenina al Club Voleibol Alicante 2000.
| #                                                        | Nombre          | F. Nacimiento           | Estatura | Origen    | Co | Re | Ce | Op | Li |
| -------------------------------------------------------- | --------------- | ----------------------- | -------- | --------- | -- | -- | -- | -- | -- |
| 1                                                        | Michely Silva   | 16 de marzo de 1982     | 1,84 m   | Brasil    |    | x  |    |    |    |
| 2                                                        | Daniela Mapeli  | 10 de octubre de 1975   | 1,90 m   | Brasil    |    |    | x  |    |    |
| 3                                                        | Sabrina Duarte  | 24 de abril de 1979     | 1,89 m   | Brasil    |    |    | x  |    |    |
| 4                                                        | Ana Delgado     | 13 de diciembre de 1983 | 1,84 m   | España    |    |    |    | x  |    |
| 6                                                        | Thais Rocha     | 4 de octubre de 1983    | 1,84 m   | Brasil    |    | x  |    |    |    |
| 7                                                        | Elena Domínguez | 14 de enero de 1981     | 1,70 m   | España    | x  |    |    |    |    |
| 8                                                        | María Cárdenas  | 28 de enero de 1969     | 1,92 m   | Cuba      |    | x  |    |    |    |
| 9                                                        | Cristina Guzmán | 1 de noviembre de 1986  | 1,80 m   | España    |    |    | x  |    |    |
| 10                                                       | Georgina Pinedo | 30 de mayo de 1981      | 1,79 m   | Argentina |    |    |    | x  |    |
| 11                                                       | Tatiana Soares  | 5 de marzo de 1981      | 1,82 m   | Brasil    |    |    | x  |    |    |
| 12                                                       | Belén Simancas  | 20 de diciembre de 1983 | 1,80 m   | España    | x  |    |    |    |    |
| 13                                                       | Sabrina Seguí   | 12 de mayo de 1978      | 1,81 m   | Argentina | x  |    |    |    |    |
| 17                                                       | Flavia Martínez | 11 de noviembre de 1982 | 1,80 m   | Argentina |    | x  |    |    |    |
| Entrenador: Hugo Jáuregui Director técnico: Daniel Sáenz |                 |                         |          |           |    |    |    |    |    |
| 8º Superliga 2006                                        |                 |                         |          |           |    |    |    |    |    |